# Net Timen
Net Timen var et website med e-læring om informationssøgning på nettet. Net Timen kunne frit bruges af alle fra en pc med internetopkobling. Net Timen brugtes også i bibliotekernes internetundervisning. 

## Moduler
Net Timen indeholdt modulerne: "Net Timen om Forbrug", Daglignettet, Supersøgeren og bibliotek overalt. Modulerne blev opdateret to gange årligt.
Alle moduler var casebaserede og tog afsæt i helt almindelige spørgsmål, der kunne findes svar til på nettet. 
Projektet var finansieret af Biblioteksstyrelsen og udviklet af Helsingør Kommunes Biblioteker.

### Net Timen om Forbrug
Net Timen om Forbrug var et gratis e-læringskursus i at finde forbrugerinformation på nettet. 
Du hjælper familien Hansen med at finde svar på deres forbrugerspørgsmål som f.eks.: Kan jeg fortryde købet af en ny sofa? Kan jeg stole på en netbutik? Hvad koster en mobiltelefon? Og hvad kan jeg kræve af en cykelhjelm?